# Prism (альбом)
Prism — четвертий студійний альбом американської співачки Кеті Перрі, випущений 22 жовтня 2013 року через лейбл Capitol Records. У перший тиждень продажу очолив чарт Billboard 200. Першим синглом з альбому стала пісня «Roar», яка побачила світ 10 серпня 2013 року. Промо-сингл «Dark Horse» був випущений 17 вересня 2013 року.
Основна тема альбому — це переродження людини після труднощів у житті. Перрі планувала записати «темний альбом, повний розчарування». Але пізніше вона змінила своє рішення. В основному пісні натхненні самовдосконаленням, надією і любовними почуттями. Співачка заявила, що на написання деяких композицій, такі як «Unconditionally» її надихнув Джон Меєр, з яким Перрі перебувала в романтичних стосунках на той момент.
Музично альбом є багатогранним і можливий до приписання до різних музичних жанрів: «Walking on Air» — композиція в жанрі диско-хауз з елементами євроденс-музики 90-х років; «This Moment» і «This is How We Do» можна порівняти з роботами шведської виконавиці Robyn, а «Legendary Lovers» навіяна мотивами традиційної індійської музики, яка виступає супроводом до голлівудських фільмів.
Відразу після виходу альбом Prism був прийнятий із неоднозначними відгуками від музичних критиків.

## Історія створення і запис
Перрі почала роботу над альбомом у кінці 2011 року, коли повернулася зі світового турне «The California Dreams Tour». Паралельно виконавиця працювала над іншими проектами: перевиданням альбому «Teenage Dream» — «Teenage Dream: The Complete Confection», власним концертним фільмом «Katy Perry: Part of Me» і озвученням мультфільму «Смурфики».
Наприкінці грудня 2011 року стало відомо, що Рассел Бренд вирішив подати на розлучення з Кеті Перрі. Виконавиця увійшла в депресію, оскільки не очікувала такого повороту подій і сподівалася, що ситуація з часом поліпшиться. Бурхливе розлучення лягло в основу майбутнього альбому. Перрі заявила журналу Billboard, що новий запис буде «дуже темним, насиченим особистими переживаннями».
Виконавиця почала працювати з австралійською співачкою Сією, про що вона повідомила в Twitter. Разом вони написали композицію «Double Rainbow». Ця пісня стала першим вісником, пов'язаним із новим студійним альбомом.
До роботи над альбомом «Prism» були залучені такі продюсери та виконавці, як Dr. Luke, Макс Мартін, Juicy J, Джон Меєр, Клас Олунд, Stargate, Емелі Санде.

## Живі виступи
Перрі вперше виступила зі своїм синглом «Roar» на музичній церемонії MTV Video Music Awards 2013. Виступ отримав численні коментарі від критиків і журналістів, які назвали виконання «знаковим у кар'єрі Перрі». Співачка взяла участь у музичних фестивалях iHeart Radio Festival та iTunes Festival. На останньому була виконана композиція «By The Grace Of God», яка розповідає про спробу самогубства співачки. Перрі виступила на MTV Europe Music Awards 2013 з синглом «Unconditionally».

## Просування
29 липня 2013 велика золота вантажівка проїхалася по Лос-Анджелесу із назвою альбому «Prism» і надписом того, що він буде випущений 22 жовтня 2013. У серпні 2013 року Перрі прокоментувала щодо вантажівки: «насправді вантажівка «Prism» була кращим способом оголосити про випуск альбому, аніж якби я безпосередньо зайшла в Twitter або Facebook, або щось в цьому роді», — сказала Перрі. Вантажівка робила зупинки в містах США, проте 9 серпня 2013 року в Пенсільванії вона потрапила в аварію із іншою машиною, за кермом якої перебував п'яний водій. Почувши цю новину, Перрі написала у своєму Twitter, що, на жаль, вантажівка більше не зможе роз'їжджати по країні. Лірик-відео до першого синглу «Roar» було випущено на YouTube 12 серпня 2013 року.
20 серпня 2013 шанувальники отримали можливість розблокувати назви пісень, їх тексти і фрагменти з «Prism» через Twitter. Потім шанувальникам дали прослухати фрагменти із двох пісень, з яких вони могли вибрати наступний промо-сингл. Ці фрагменти належали композиціям «Dark Horse» (за участі репера Juicy J) і «Walking On Air». 25 серпня 2013 голосування було закінчено і пісня «Dark Horse» була вибрана як наступний сингл платівки. Після оголошення цієї новини, Перрі дала короткий опис кожної пісні в інтерв'ю. Пісня «Dark Horse» була випущена 17 вересня 2013 року. У перший тиждень пісня досягла небаченого успіху: очолила американський iTunes і дебютувала на 17 місце американського чарту Billboard Hot 100.

### Сингли
Першим синглом з альбому стала композиція «Roar». Вона вийшла на радіо 10 серпня 2013 і була випущений на iTunes і YouTube 12 серпня. Трек дебютував на 85 місце чарту Billboard Hot 100, а на наступному тижні досягнув другої позиції. 14 вересня пісня «Blurred Lines» перебрала пікову позицію чарту, а «Roar» став 8-м синглом Перрі, котрий очолив чарт Billboard Hot 100. Офіційне музичне відео до пісні вийшло 5 вересня 2013.

## Реакція критиків
Після свого виходу альбом Prism отримав дуже неоднозначну реакцію від музичних критиків. Деякі оглядачі похвалили чуттєвість і щирість виконавиці, проте, в більшості, похвала стосувалась виключно деяких композицій, а не всього альбому.
Журнал Rolling Stone поставив альбому 3 з 5 можливих бали, пояснивши, що «[вона] не завжди настільки ж легко й іронічно ставиться до самоаналізу своєї зоряної натури». Тексти альбому піддалися порівнянню з роботами Аланіс Моріссетт. Оглядач видання The Telegraph Хелен Браун поставила альбому 5 з 5 балів. Журналістка похвалила роботу, назвавши її «альбомом-збірником особистих переживань». При цьому вона зазначила якість і різноманітність альбомних треків, прокоментувавши їх, як «прекрасно спродюсовані екзотичні мотиви». На завершення критичного огляду, Браун заявила, що «Перрі звучить, наче жінка та артист, яка нарешті знайшла саму себе у своїй музиці».

## Список композицій
| Стандартне видання | Стандартне видання           | Стандартне видання |
| #                  | Назва                        | Тривалість         |
| ------------------ | ---------------------------- | ------------------ |
| 1.                 | «Roar»                       | 3:42               |
| 2.                 | «Legendary Lovers»           | 3:44               |
| 3.                 | «Birthday»                   | 3:35               |
| 4.                 | «Walking On Air»             | 3:42               |
| 5.                 | «Unconditionally»            | 3:49               |
| 6.                 | «Dark Horse» (feat. Juicy J) | 3:35               |
| 7.                 | «This Is How We Do»          | 3:24               |
| 8.                 | «International Smile»        | 3:48               |
| 9.                 | «Ghost»                      | 3:23               |
| 10.                | «Love Me»                    | 3:53               |
| 11.                | «This Moment»                | 3:47               |
| 12.                | «Double Rainbow»             | 3:52               |
| 13.                | «By The Grace Of God»        | 4:28               |

| Розширене видання | Розширене видання     | Розширене видання |
| #                 | Назва                 | Тривалість        |
| ----------------- | --------------------- | ----------------- |
| 14.               | «Spiritual»           | 4:36              |
| 15.               | «It Takes Two»        | 3:54              |
| 16.               | «Choose Your Battles» | 4:27              |